# Kaniuk stepowy
Kaniuk stepowy (Elanus scriptus) – gatunek ptaka drapieżnego z podrodziny kaniuków (Elaninae) w rodzinie jastrzębiowatych (Accipitridae), żyjącego w Australii. Monotypowy (nie wyróżnia się podgatunków).

## Zasięg występowania
Kaniuki stepowe są endemitami, występują w Australii na szerokościach geograficznych pomiędzy 12°S a 39°S. Pojawiają się na obszarze niemal całego kraju, poza terenami pustynnymi na zachodzie oraz fragmentem północno-wschodnim. 

## Etymologia
- Elanus: zob. Elanus.
- scriptus: łac. scriptus „napisany, rysowany”, od scribere „pisać”[7].

## Morfologia
Długość ciała 34–37 cm, rozpiętość skrzydeł 84–89; masa ciała 160–427 g. Samice są większe od samców (średnio o 5%, ale 8% w długości ogona i 20% cięższe). Kaniuk stepowy ubarwieniem przypomina mewę, lecz jego kształt ciała oraz styl lotu są charakterystyczne dla jastrzębi. Charakteryzuje się stosunkowo dużą głową i skrzydłami oraz małym tułowiem. Większa część jego ciała jest biała lub szara, natomiast ramiona mają odcień czarny, a oczy czerwony.

## Ekologia
Preferują suche obszary trawiaste do wysokości 1000 m n.p.m. Żywią się głównie gryzoniami, niewielkimi gadami oraz dużymi owadami.

## Status
Międzynarodowa Unia Ochrony Przyrody (IUCN) od 2004 roku uznaje kaniuka stepowego za gatunek bliski zagrożenia (NT – near threatened); wcześniej (od 1988 roku) miał on status gatunku najmniejszej troski (LC – least concern). Liczebność populacji szacuje się na 670–6700 dorosłych osobników. Trend liczebności populacji uznaje się za stabilny.